# Tadeusz Wujek
Tadeusz Wujek (ur. 27 sierpnia 1927 w Łodzi, zm. 8 września 2002) – polski pedagog i dyplomata, profesor Uniwersytetu Warszawskiego.

## Życiorys
Syn Władysława. W 1952 ukończył studia na Uniwersytecie Łódzkim. Od 1978 profesor nauk humanistycznych.
W latach 1962–1965 pełnił funkcję dyrektora Instytutu Kultury Polskiej w Londynie. Ambasador Polski w Libanie, Jordanii, na Cyprze (1971–1974), w Danii (1981–1984) i w Etiopii (1989–1992), I sekretarz Komitetu Zakładowego PZPR w MSZ w 1977. Od 1985 do 1988 dyrektor archiwum MSZ. Od 1994 Wujek był doradcą Europejskiej Fundacji Kształcenia przy Unii Europejskiej. Jego zainteresowania naukowe koncentrowały się wokół badań nad pracą oraz odpoczynkiem młodzieży, na oświatowych badaniach porównawczych, a także na zagadnieniach pedagogiki dorosłych. Wiceprezes Stowarzyszenia Archiwistów Polskich.
Według materiałów zgromadzonych w archiwum Instytutu Pamięci Narodowej był w latach 1961–1966 tajnym współpracownikiem Służby Bezpieczeństwa PRL o pseudonimie „Rag”.
Pochowany na cmentarzu Powązki Wojskowe w Warszawie (kwatera B21-6-25).

## Odznaczenia
- Krzyż Oficerski Orderu Odrodzenia Polski[6]
- Krzyż Kawalerski Orderu Odrodzenia Polski[6]
- Medal Komisji Edukacji Narodowej[6]
- Wielka Wstęga Orderu Cedru (Liban)[6]
- Wielka Wstęga Orderu Niepodległości (Jordania)[6]
- Komandor Orderu Henryka Żeglarza (Portugalia)[6]
- Komandor Orderu Leopolda (Belgia)[6]

## Ważniejsze publikacje
- Praca domowa i czynny wypoczynek ucznia (1969)
- Oświata dorosłych w Anglii (1970)
- Oświata i szkolnictwo w krajach arabskich (1980)
- Wprowadzenie do pedagogiki dorosłych (red., 1992)
- Rozwój kształcenia zawodowego i oświaty dorosłych (1994)
- Polska bibliografia oświaty dorosłych (1995)
- Wprowadzenie do andragogiki (red., 1996)